# Malý unavený Joe
Malý unavený Joe (…continuavano a chiamarlo Trinità) je italský spaghetti western film z roku 1971. Hlavní role tohoto filmu ztvárnili Terence Hill a Bud Spencer. Jde o volné pokračování filmu Pravá a levá ruka ďábla.

## Děj
Bambino (Bud Spencer) a jeho bratr Trinita (Terence Hill) se setkání po dlouhé době zase doma, u rodičů. Když zjistí, že jejich umírající otec má za přání, aby nadále pokračovali v jeho řemesle, totiž loupení, oba jeho přání vyslechnou. Bratři se tak vydají na cestu do prérie. Při jejich prvním setkání s přistěhovalci, kterým se rozbije vůz, se Trinita zamiluje do jejich dcery a místo přepadení jim nakonec pomohou. Při příjezdu do městečka je překupník zbraní Parker považuje za vládní agenty a oni od něj přijmou úplatek, který zaručuje Parkerovi bezpečnost. V dalším městě, do kterého přijedou se situace opakuje, ale zde je také osloví místní, kteří je požádají o pomoc proti mnichům, kteří je bijí. Když se dva bratři vydají do místního kláštera, zjistí, že ten zde slouží jako překladiště Parkerových zbraní.

## Obsazení
| Terence Hill   | Joe Trinity                      |
| Bud Spencer    | Bambino Trinity                  |
| Yanti Somer    | Judy, děvče Trinityho            |
| Enzo Tarascio  | šerif Mitch                      |
| Harry Carey    | otec                             |
| Pupo De Luca   | převor                           |
| Jessica Dublin | Perla, matka Trinityho & Bambina |